# 01011001 (album)
A 01011001 az Arjen Anthony Lucassen vezette Ayreon hetedik stúdióalbuma, ami 2008-ban jelent meg.
Az albumon (Arjennel együtt) 17 énekes énekel, akik az Ember és az Örökkévalóság csoportokra vannak osztva. 
A 01011001 bináris számként a 89 decimális számnak (ami prím, és Fibonacci-szám), és az 59 hexadecimális számnak felel meg, ezenkívül az "Y" karakter bináris (ASCII) kódja.
Az album története a "Planet Y" és a "Forever of the Stars" történetek folytatása, ami az 1998-as "Into the Electric Castle" és a "Flight of the Migrator" albumokon indult.
Az énekesek közül csak Anneke van Giersbergen, Floor Jansen és Arjen Lucassen szerepelt korábbi albumokon. Anneke az "Into the Electric Castle"-n, Floor pedig háttérénekes volt a "Dream Sequencer" albumon.
2007. november 30-án a teljes album kikerült az internetre és letölthetővé vált különböző peer-to-peer hálózatokról.

## Számok listája

### Első lemez - Y
1. . "Age of Shadows" - 10:47
  1. . incl. "We Are Forever"
2. . "Comatose" - 4:26
3. . "Liquid Eternity" - 8:10
4. . "Connect the Dots" - 4:13
5. . "Beneath the Waves" - 8:26
  1. . "Beneath the Waves"
  2. . "Face the Facts"
  3. . "But a Memory…"
  4. . "World Without Walls"
  5. . "Reality Bleeds"
6. . "Newborn Race" - 7:49
  1. . "The Incentive"
  2. . "The Vision"
  3. . "The Procedure"
  4. . "Another Life"
  5. . "Newborn Race"
  6. . "The Conclusion"
7. . "Ride the Comet" - 3:29
8. . "Web of Lies" - 2:50

### Második lemez - FÖLD
1. "The Fifth Extinction" − 10:29
  1. "Glimmer of Hope"
  2. "World of Tomorrow Dreams"
  3. "Collision Course"
  4. "From the Ashes"
  5. "Glimmer of Hope (reprise)"
2. "Waking Dreams" − 6:31
3. "The Truth Is In Here" − 5:12
4. "Unnatural Selection" − 7:15
5. "River of Time" − 4:24
6. "E=mc²" − 5:50
7. "The Sixth Extinction" − 12:18
  1. "Echoes on the Wind"
  2. "Radioactive Grave"
  3. "2085"
  4. "To the Planet of Red"
  5. "Spirit on the Wind"
  6. "Complete the Circle"

## Készítők

### Énekesek

#### Örökkévalóság
- Hansi Kürsch (Blind Guardian)
- Daniel Gildenlöw (Pain of Salvation)
- Tom S. Englund (Evergrey)
- Jonas Renkse (Katatonia)
- Jørn Lande (Masterplan, ARK)
- Anneke van Giersbergen (Agua de Annique, ex-The Gathering)
- Steve Lee (Gotthard)
- Bob Catley (Magnum)
- Floor Jansen (After Forever, Star One)
- Magali Luyten (ex-Beautiful Sin, Virus IV)

#### Ember
- Simone Simons (Epica)
- Phideaux Xavier
- Wudstik
- Marjan Welman (Elister)
- Liselotte Hegt (Dial)
- Arjen Anthony Lucassen
- Ty Tabor (King's X)

### Zenészek
- Arjen Anthony Lucassen - Minden gitár, basszusgitár, billentyű, szintetizátor
- Ed Warby (Gorefest) - Dob
- Jeroen Goossens (Flairck) - Fuvola
- Ben Mathot (Dis) - Hegedű
- David Faber - Cselló
- Joost van den Broek (After Forever) - Zongora

### Szólisták
- Lori Linstruth (Stream of Passion) - Gitárszóló
- Michael Romeo (Symphony X) - Gitárszóló
- Derek Sherinian (Planet X, Yngwie Malmsteen, ex-Dream Theater) - Billentyűszóló
- Tomas Bodin (The Flower Kings) - Billentyűszóló
- Joost van den Broek (After Forever) - Billentyűszóló